# Пирапетинга
Пирапетинга (порт. Pirapetinga) — муниципалитет в Бразилии, входит в штат Минас-Жерайс. Составная часть мезорегиона Зона-да-Мата. Входит в экономико-статистический микрорегион Катагуазис. Население составляет 10 805 человек на 2006 год. Занимает площадь 192,230 км². Плотность населения — 56,2 чел./км².
Праздник города —  17 декабря.

## История
Город основан в 1939 году.

## Статистика
- Валовой внутренний продукт на 2003 год составляет 111 003 656,00 реалов (данные: Бразильский институт географии и статистики).
- Валовой внутренний продукт на душу населения на 2003 год составляет 10 621,34 реалов (данные: Бразильский институт географии и статистики).
- Индекс развития человеческого потенциала на 2000 год составляет 0,759 (данные: Программа развития ООН).

## География
Климат местности: тропический.